# Gusu
Gusu – wieś w Rumunii, w okręgu Sybin, w gminie Ludoș. W 2011 roku liczyła 239 mieszkańców.